# Verzlunarskóli Íslands
Verzlunarskóli Íslands, (Commercial College of Iceland), är en gymnasieskola i Reykjavík. Den startade 12 oktober 1905. Då var det ungefär 60 elever men nu har skolan runt 1250 elever. 
Skolan har nio gånger vunnit i Morfís, en tävling i talarkonst för gymnasieskolor på Island som introducerades 1985.
Elevrådet kallas NFVÍ som är en förkortning av Nemendafélag Verzlunarskóla Íslands. NFVÍ ger ut tidningar, planerar fester, "melodifestivaler" och teateruppsättningar.